# Kemčug
Il Kemčug, nell'alto corso Bol'šoj Kemčug (in russo Кемчуг, Большой Кемчуг?) è un fiume della Russia siberiana occidentale, affluente di destra del Čulym (bacino idrografico dell'Ob'). Scorre nel Territorio di Krasnojarsk.

## Descrizione
Il Kemčug ha origine dai bordi occidentali di monti Saiani Orientali, scorre sull'altopiano del Čulym e dell'Enisej. Prima di fondersi con il Malyj Kemčug, suo affluente di destra (lungo 138 km), si chiama Bol'šoj Kemčug.
Il corso del fiume è estremamente tortuoso. Ha una lunghezza di 441 km e il suo bacino è di 101 300 km². La sua portata media, a 111 km dalla foce, è di 49,26 m³/s. Il fiume si ghiaccia, in media, tra la fine di ottobre e l'inizio di novembre, sino a maggio.